# 欧洲金星勘探者
欧洲金星勘探者(EVE)在2007年之前一直被称为金星进入探测器(VEP)，是一艘由欧空局提出的金星探测器。在2005年相关研究技术(TRS)时间表中，建议在2013年前后用联盟2号/佛盖特运载火箭发射升空。然而，2007年 和2010年的航天器开发和资金申请均遭拒绝。
欧洲金星勘探者是宇宙视野计划中的一项中等任务提案，任务构想包括一艘轨道器、一只可环球绕飞一周的气球以及一台能在地表运行约一小时的着陆探测器。
 

## 概述
这一任务构想需要两颗卫星：一艘用于大气层遥感的金星极地轨道器(VPO)和一艘从高椭圆轨道进入的金星椭圆轨道器(VEO)。进入探测器携带一只自动探测气球，将漂浮在55公里高、环境温和的中层云层中，并投放15台微型探测器到低层大气层中。
 